# Natalia Grossman
Natalia Grossman (22 de junio de 2001) es una deportista estadounidense que compite en escalada. Ganó dos medallas en el Campeonato Mundial de Escalada de 2021 y una medalla de oro en los Juegos Panamericanos de 2023.

## Palmarés internacional
| Campeonato Mundial   | Campeonato Mundial | Campeonato Mundial | Campeonato Mundial |
| Año                  | Lugar              | Medalla            | Prueba             |
| -------------------- | ------------------ | ------------------ | ------------------ |
| 2021                 | Moscú (Rusia)      | Medalla de oro     | Bloques            |
| 2021                 | Moscú (Rusia)      | Medalla de plata   | Dificultad         |
| Juegos Panamericanos |                    |                    |                    |
| Año                  | Lugar              | Medalla            | Prueba             |
| 2023                 | Santiago (Chile)   | Medalla de oro     | Combinada          |